# Cantó de Jumilhac lu Grand
El cantó de Jumilhac lu Grand és un cantó francès del departament de la Dordonya, situat al districte de Nontronh. Té 7 municipis i el cap és Jumilhac lu Grand.

## Municipis
- Chalés
- La Coquilha
- Jumilhac lu Grand
- Sent Jòri de Chalés
- Sent Pau la Ròcha
- Sent Peir de Frègia
- Sent Prich las Faugieras

## Història
| Data d'elecció                           | Identitat       | Partit | Qualitat |
| ---------------------------------------- | --------------- | ------ | -------- |
| 1979-1985                                | Guy Besse       | PCF    |          |
| 1985-1998                                | Jean-Noel Laleu | RPR    |          |
| 1998-                                    | Michel Karp     | PS     |          |
| les dades anteriors no són pas conegudes |                 |        |          |
|                                          |                 |        |          |

## Demografia
| 1962  | 1968  | 1975  | 1982  | 1990  | 1999  | 2006  |
| ----- | ----- | ----- | ----- | ----- | ----- | ----- |
| 7.110 | 6.582 | 6.150 | 5.611 | 5.211 | 5.068 | 5.036 |